# Seguenziopsis
Seguenziopsis is een geslacht van weekdieren uit de klasse van de Gastropoda (slakken).

## Soorten
- Seguenziopsis bicorona Marshall, 1983